# Sam Bosworth
Pour les articles homonymes, voir Bosworth.
Sam Bosworth, né le 5 avril 1994 à Waipara, est un rameur d'aviron néozélandais qui est spécialiste du poste de barreur. Il est d'ailleurs le premier homme à avoir remporté une épreuve internationale d'aviron d'élite avec un équipage féminin.

## Carrière
Bosworth est membre du club d'aviron d'Avon et remporte très tôt en 2012 un titre en junior avec l'or aux championnats du monde de Plovdiv avec le quatre barré accompagné de Tom Murray , Michael Brake , Cameron Webster et Thomas Jenkins. Aux Championnats du monde d'aviron des moins de 23 ans, l'embarcation remporte l'argent en 2013, en 2014 et en 2015, puis finalement le titre toujours en U23 en 2016 à Rotterdam face à ces même italiens qui les avaient à chaque fois devancés.
En février 2017, la Fédération internationale d'aviron a supprimé les restrictions de genre des barreurs et un mois plus tard, Bosworth pour sa première saion en élite s'est vu attribuer le huit féminin néo-zélandais. L'équipage a remporté la Coupe du monde d'aviron II de juin 2017 à Poznań , en Pologne, et Bosworth est devenu le premier barreur masculin à remporter une épreuve internationale d'aviron féminin. Aux Championnats du monde d'aviron 2017 à Sarasota, l'équipage néo-zélandais est arrivée troisième de la finale A pour gagner une médaille de bronze.
En août 2021, il barre le huit masculin néo-zélandais à une médaille d'or aux Jeux olympiques de Tokyo en 2020 laissant le poste de barreur à un autre homme Caleb Shepherd. Deuxième de sa série, il remporte la course de repêchage et s'impose en finale en 5 min 24 s 64, soit une seconde devant les allemands après avoir pris la tête en milieu de course.